# Luiz Alves
Luiz Alves is een gemeente in de Braziliaanse deelstaat Santa Catarina. De gemeente telt 9.506 inwoners (schatting 2009).